# Cleora semialba
Cleora semialba är en fjärilsart som beskrevs av W. Warren 1896. Cleora semialba ingår i släktet Cleora och familjen mätare. Inga underarter finns listade i Catalogue of Life.